# Дрёмов, Павел Леонидович
Па́вел Леони́дович Дрёмов (позывной — «Батя»; укр. Дрьомов Павло Леонідович;  22 ноября 1976, Кадиевка, Ворошиловградская область — 12 декабря 2015, Первомайск, Луганская область, Украина) — военный деятель самопровозглашенной Луганской народной республики, казачий атаман и один из командиров вооружённого формирования «Казачья национальная гвардия Всевеликого войска Донского» (КНГ ВВД), командир 6-го отдельного мотострелкового казачьего полка имени М. И. Платова Народной Милиции ЛНР (1176 бойцов на 2015).
Комендант Северодонецкого и Стахановского гарнизонов. В ЛНР считался «легендарным командиром».
Ему приписывали попытки создания «Стахановской казачьей республики».

## Биография
Родился в городе Стаханове, микрорайон Борисовка.
С собственных слов, участник Второй чеченской кампании. Проходил службу в украинской армии в звании младшего сержанта (1994—1996). До конфликта на востоке Украины работал каменщиком. Был активистом одной из местных казачьих организаций.
В апреле 2014 года участвовал в штурме Луганского СБУ, затем в мае стал один из командиров Стахановской казачьей самообороны. Также возглавил Северодонецкий гарнизон. В июне 2014 года отряды Дрёмова и Мозгового заняли знаменитый «треугольник»: Лисичанск — Северодонецк — Рубежное и заявили о прямом подчинении не властям ЛНР, а Главнокомандующему Народного ополчения Донбасса Игорю Стрелкову.
Был командующим центральным фронтом «казачьей национальной гвардии» и генерал-майором так называемой «Казачьей национальной гвардии Всевеликого войска Донского» (КНГ ВВД). Командовал 1 казачьим мотострелковым имени атамана Платова полком КНГ ВВД, весной 2015 преобразованным в 6 отдельный казачий мотострелковый полк имени атамана Платова Народной Милиции ЛНР, получил звание полковник НМ ЛНР.
В конце декабря 2014 года в сети большую популярность завоевало видеообращение Дрёмова, в котором он с использованием ненормативной лексики дал свою жёсткую критическую оценку руководству ЛНР во главе с Плотницким. Журналист О. Г. Джемаль высказал мнение, что «по художественной выразительности обращение это мало чем уступает знаменитому письму казаков турецкому султану». Дрёмов обвинял власти ЛНР в сотрудничестве с центральными властями в Киеве, расхищении российской гуманитарной помощи и угрожал Игорю Плотницкому «флешкой с компроматом».
В феврале 2015 года был включён в чёрный список Европейского Союза.
По политическим взглядам был сторонником национализации крупной собственности, «социально-справедливой монархии», симпатизировал русским националистам.

### Смерть
Погиб между 13:10 и 13:20 по местному времени, 12 декабря 2015 года во время поездки на собственную свадьбу (невеста - режиссер из Санкт-Петербурга Татьяна приехала на территорию подконтрольную ЛНР в 2015 году в поисках пропавшего брата) во Дворец культуры им. Горького (Стаханов) от взрыва бомбы, установленной в машине, в районе населённого пункта Ирмино на трассе Стаханов-Первомайск. Позже, от ран полученных в результате покушения скончался и водитель Дрёмова — Леонид Пинчук. В интервью лидер МСОО Всевеликого Войска Донского Николай Козицын сообщил, что машину на свадьбу Дрёмову подарили с заранее заложенной бомбой.

## Возможные нарушения прав человка
УВКПЧ задокументировало случай, когда в сентябре 2014 года 10 бойцов батальона «Кривбасс» были в плену у людей в форме «Казачьего союза “Область Войска Донского”». Командир вооруженной группы с позывным «Батя», в какой-то момент начал стрелять захваченным под ноги и над головами. Одна пуля отлетела рикошетом от земли и попала одному из задержанных в бедро. Когда тот упал на землю, крича от боли, «Батя» сказал, что ему окажут медицинскую помощь, только если он застрелит одного из своих бойцов. Охранники били его несколько раз по всему телу, однако женщина-врач остановила их и предоставила жертве медицинскую помощь. После этого «Батя» продолжал стрелять из пистолета в землю или в воздух вокруг бойцов. Проинтервьюированный больше не видел этих 10 бойцов «Кривбасса».

## Награды
- золотая звезда «Герой Казачьего Народа»;
- орден «За мужество» (ЛНР)[3][8][26];
- орден «За доблесть» II степени (ЛНР)[8][26].

## Память
В день рождения, 23 ноября 2017 года в Стаханове открыт памятник Павлу Дрёмову. У памятника 12 декабря, во вторую годовщину смерти прошли траурные мероприятия.
23 мая 2018 года Почта ЛНР выпустила блок почтовых марок "Они были первыми – Дрёмов П.Л.".
Средней школе №32 города Стаханов было присвоено имя П.Дремова. В ноябре 2023 года здесь прошла научно-исследовательская конференция «С героического прошлого - в великое будущее», посвященная 47-летию Дремова. 
Прототип атамана Егора в художественном фильме "Ополченочка" (2019).